# Jonny Flynn
Jonny William Flynn (* 6. Februar 1989 in Niagara Falls, New York) ist ein US-amerikanischer Basketballspieler.

## NBA
Nach zwei Jahren auf der Syracuse University wechselte Flynn in die NBA. Er wurde von den Minnesota Timberwolves an 6. Stelle ausgewählt. In seiner Rookie-Saison startete Flynn in 81 Spielen in der Startaufstellung und erzielte mit 13,5 Punkte und 4,4 Assists pro Spiel respektable Werte. Als Anerkennung dafür wurde er ins zweite NBA All-Rookie Team berufen.
Die Saison 2010/11 verlief weniger vielversprechend. Flynns Einsatzzeit wurde reduziert und seine Statistiken fielen in allen Bereichen.
Während des NBA-Draft 2011 wurde Flynn mit dem litauischen Rookie Donatas Motiejūnas im Austausch für Brad Miller zu den Houston Rockets transferiert. Am 15. März 2012 wurde Flynn zusammen mit Hasheem Thabeet und einem Zweitrunden Draft-Pick im Tausch gegen Marcus Camby zu den Portland Trail Blazers transferiert. In Portland schaffte er es nicht, sich in der festen Rotation zu etablieren und erhielt zur Saison 2012/13 keinen neuen Vertrag. Flynn wechselte daraufhin innerhalb der Liga zu den Detroit Pistons, wurde jedoch vor Beginn der Saison wieder entlassen.
Flynn wechselte daraufhin zur Saison 2012/13 nach Australien und unterzeichnete einen Vertrag bei den Melbourne Tigers aus der National Basketball League (NBL) bis Saisonende.
Im Sommer 2013 versuchte Flynn erneut in der NBA Fuß zu fassen und war bei Vorbereitungen der Indiana Pacers und Los Angeles Clippers dabei, schaffte jedoch den Sprung in den finalen Kader nicht. Im Herbst 2013 unterzeichnete er daraufhin einen Vertrag bei Sichuan Blue Whales in der chinesischen Basketballliga. Er absolvierte jedoch kein Spiel und wurde nach einem Monat entlassen. Im August 2014 unterschrieb er in Italien bei Orlandina Basket. Nach zwei Spielen wurde er aufgrund einer Verletzung entlassen.